# Ettore Fioravanti
Ettore Fioravanti (Rome, 18 mei 1958) is een Italiaanse jazzpercussionist en orkestleider.

## Biografie
Fioravanti studeerde klassieke percussie bij Antonio Striano aan het Conservatorio Alfredo Casella in L'Aquila en compositie en arrangement bij Bruno Tommaso en Marco Tiso. Hij werkt sinds 1975 als jazzmuzikant en is lid van het Paolo Fresu Quintet sinds de oprichting in 1983, is sinds 1995 lid van het Piero Bassini Trio, de Terre di mezzo-groep sinds 2000 en de Millenovecento-groep sinds 2005. Hij was ook lid van de bands van Paolo Damiani, Gianluigi Trovesi, Roberto Ottaviano en Bruno Tommaso en werkte als sideman met muzikanten als Karl Berger, Marcello Melis, Tony Oxley, Enrico Rava, David Liebman, Massimo Urbani, Mal Waldron, Kenny Wheeler, Gunther Schuller, Steve Lacy, Sheila Jordan en Tim Berne. 
Fioravanti leidt zijn eigen bands sinds 1990: tot 1995 het Ettore Fioravanti Quartet (met Fabio Zeppetella, Dario Deidda en Ramberto Ciammarughi), de Ricercar scintille (1995-1996) en sinds 1995 de groep Belcanto. 
Naast zijn werk als jazzmuzikant, werkte hij ook bij het Teatro Stabile della Toscana (1980–82), trad op met het RAI Symphony Orchestra, nam deel aan Giorgio Battistelli's Experimentum mundi en trad op met het dansgezelschap Danzatori scalzi.

## Discografie
- 1988: Sorgente Sonora met Eugenio Colombo
- 1989| Settecanconi mit Steve Swallow, Roberto Ottaviano, Riccardo Bianchi, Stefano Battaglia, Gianni Oddi, Roberto Ottini, Doriano Beltrame, Cicci Santucci, Stefano Mastrangelo, Stefano Scalzi, Fiorenzo Gualandris
- 1992: Nelle stanca delle arcate met Bruno Tommaso
- 1993: Canzoni non cantate met Fabio Zeppetella, Stefano De Bonis, Dario Deidda
- 1995: Belcanto met Gianluigi Trovesi, Franco D'Andrea, Ernst Reijseger
- 1997: Ricercar scintille met Pietro Tonolo, Stefano Battaglia, Steve Swallow
- 2000: Florilegium met Achille Succi, Beppe Caruso, Tino Tracanna, Stefano De Bonis, Giovanni Maier
- 2000: La musica rubata met Achille Succi, Beppe Caruso, Tino Tracanna, Giorgio Vendola en de Banda Città di Montescaglioso onder Rocco Lacanfora
- 2003: Più met Tino Tracanna, Achille Succi, Beppe Caruso, Stefano De Bonis, Giovanni Maier
- 2005: Pierino, il lupo e altre cantastorie met Tino Tracanna, Achille Succi, Beppe Caruso, Stefano De Bonis, Giovanni Maier, Francesco Di Giacomo

- Bibliothèque nationale de France: cb139828443 (data)
- Gemeinsame Normdatei: 135443563
- International Standard Name Identifier: 0000 0000 7987 7761
- MusicBrainz: 3e8e8b57-60fa-4e0d-b2fc-83eafb1ce565
- Système universitaire de documentation: 086927779
- Virtual International Authority File: 27260830
- WorldCat: E39PBJkdm3cyTRXqMDYf3XFYfq